# Es 危険な扉 -愛を手錠で繋ぐ時-
『es 危険な扉 -愛を手錠で繋ぐ時-』（エス きけんなとびら あいをてじょうでつなぐとき）は、テレビ朝日系列で2001年4月14日 - 6月30日に放送された日本のテレビドラマ。

## キャスト
- 羽村優：鳥羽潤
- 渡瀬泉水：原千晶
- 坂木みどり：ともさかりえ
- 河合涼香：伊藤裕子
- 矢萩鉱司：細川茂樹
- 田沢宗和：佐戸井けん太
- 小沼圭子：川島なお美
- 小沼政彦：岩城滉一
- 小沼萌：大村彩子
- 高杉肇：三村マサカズ（さまぁ〜ず）
- 森下麻紀：酒井若菜
- 葛井一馬：永倉大輔
- 竹本悠一：忍成修吾
- 羽村繭美：相本久美子
- 藤崎武徳：三原康可

## スタッフ
- 脚本：山崎淳也
- 演出：吉田使憲、六車俊治、本橋圭太
- 主題歌：「恋するために生まれた」ECHOES OF YOUTH
- 挿入歌：「カゲロフ」山本美絵
- プロデューサー：小川良尚、神山明子、梅沢道彦、樽井勝弘

## サブタイトル
1. 愛が動く
2. 愛…別れ
3. 愛にふれる彼の素顔
4. 愛に戸惑う刑事と容疑者
5. 許されない愛　禁断の夜
6. 彼を信じる私　愛と嘘
7. あなたには話せない！
8. あばかれた秘密？犯人
9. 犯人はあなただったのか
10. 真犯人…事件のすべて